# Marsupilami (band)
Marsupilami was een Britse rockband, die bestond tussen circa 1969 en 1973. De stijl van de band was een combinatie van progressieve rock, jazzrock en folk.
De band ontleende haar naam aan de stripfiguur de Marsupilami, die door Franquin in 1952 werd geschapen. De twee oprichters van de band Hasson waren stripliefhebbers. Leary Hasson was op tournee met zijn bandje Levitation, toen zijn zanger ziek werd. Zijn broer Fred viel in. Dit Levitation bracht het tot het begeleiden van een jonge Joe Cocker. Optreden beviel de broertjes dermate goed dat zij daar veel meer op wilden toeleggen dan de andere leden. Het gezelschap onderging diverse personeelswisselingen en kwam als Marsupilami tevoorschijn. De band begon op dat moment ook eigen materiaal te schrijven met als voorbeelden onder meer Miles Davis (jazzrock), Fairport Convention (folk) en Olivier Messiaen (modern klassiek). Het resultaat was een muziekstijl die dicht aanligt tegen die van Soft Machine. Ze kregen een contract aangeboden door platenlabel MCA Records, maar kozen voor het onafhankelijke label Transatlantic Records. In 1969 speelde band in het voorprogramma van Deep Purple en was de opener op het Isle of Wight Festival in datzelfde jaar. In dat jaar dook de band ook de geluidsstudio Sound Techniques Studio in om hun eerste album op te nemen. De band trad daarna onder meer op in Paradiso in Amsterdam en het AMVJ-gebouw te Rotterdam. 
Het contract met Transatlantic moest na hun tweede album omgebogen worden naar muziek met meer commercieel succes, dat zagen de muzikanten en hun management niet zitten. In 1973 kwam er daardoor een eind aan Marsupilami. Fred stopte in zijn geheel met muziek, broer Leary ging spelen in CMU en de overige heren richtten de niet commerciële band Oceans op, die ook weldra uit elkaar viel. Jessica Stanley Clarke begon onder de naam Jekka MacVicar een in Engeland bekend kruidencentrum en schreef daar ook boeken over, die ook Nederland bereikten.

## Leden
- Fred Hasson – zang, harmonica, bongos
- Dave Laverock – gitaar, zang
- Richard Hicks – basgitaar
- Leary Hasson – orgel
- Mike Fouracre – drumkit
- Jessica Stanley Clarke– dwarsfluit, zang

later ook:
- Mandy Reidlebauch – dwarsfluit, zang
- Bob West – zang
- Paul Dunmall – blaasinstrument

## Discografie
- 1970: Marsupilami
- 1971: Arena (producer : Peter Bardens).